# Mouans-Sartoux
Mouans-Sartoux (prononcé [mwɑ̃ saʁtu]) est une commune française située dans le département des Alpes-Maritimes en région Provence-Alpes-Côte d'Azur. Ses habitants sont appelés les Mouansois.
La commune de Sartoux a été réunie à la commune de Mouans, qui a pris le nom de Mouans-Sartoux à cette occasion, par décret impérial du 28 mars 1858 signé par Napoléon III.

## Géographie

### Localisation
Mouans-Sartoux est située dans la vallée grassoise entre Cannes (12 km) et Grasse (8 km) et à proximité immédiate de Mougins.

### Géologie et relief
La commune se compose de 730,77 hectares de territoires artificialisés (57,91 %), 97,35 hectares de territoires agricoles (7,71 %) et 434,35 hectares de forêts et milieux semi-naturels (34,42 %).

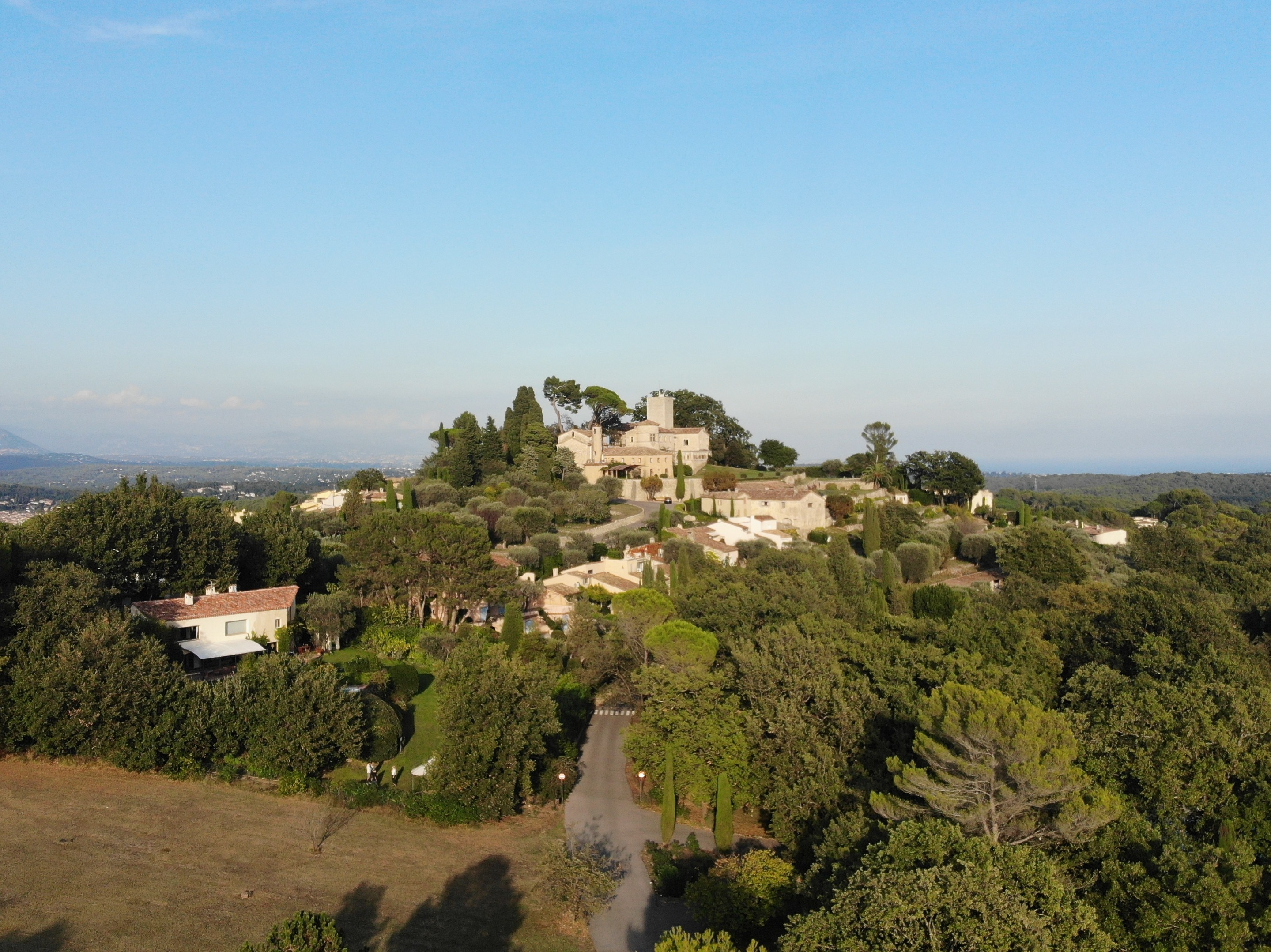
Le Castellaras.

Mouans-Sartoux appartient à l’entité territoriale du Moyen-Pays. Son territoire se développe dans une large cuvette du vaste bassin de la Siagne, située en partie centrale de la commune.
La surface du patrimoine forestier communal est actuellement évaluée à 180 hectares : Bois des Maures, Bois de la Mourachonne.
Zone naturelle d'intérêt écologique, faunistique et floristique (ZNIEFF) de type I, 1re génération : Bois des Maures, Forêt de Peygros.

### Sismicité
La commune se trouve dans une zone de sismicité modérée.

### Hydrographie et eaux souterraines
Cours d'eau sur la commune ou à son aval :
- rivière la Mourachonne ;
- rivière la Brague.

Mouans-Sartoux dispose de deux stations d'épuration :
- station d'épuration de Grasse-Hameau Plascassier, d'une capacité de 1 900 équivalent-habitants[5] ;
- station d'épuration de Mouans-Sartoux, d'une capacité de 15 400 équivalent-habitants[6].

### Climat
Pour des articles plus généraux, voir Climat de Provence-Alpes-Côte d'Azur et Climat des Alpes-Maritimes.
En 2010, le climat de la commune est de type climat méditerranéen franc, selon une étude du Centre national de la recherche scientifique s'appuyant sur une série de données couvrant la période 1971-2000. En 2020, Météo-France publie une typologie des climats de la France métropolitaine dans laquelle la commune est exposée à un climat méditerranéen et est dans la région climatique Var, Alpes-Maritimes, caractérisée par une pluviométrie abondante en automne et en hiver (250 à 300 mm en automne), un très bon ensoleillement en été (fraction d’insolation > 75 %), un hiver doux (8 °C) et peu de brouillards.
Pour la période 1971-2000, la température annuelle moyenne est de 14,9 °C, avec une amplitude thermique annuelle de 15 °C. Le cumul annuel moyen de précipitations est de 946 mm, avec 6,5 jours de précipitations en janvier et 2,3 jours en juillet. Pour la période 1991-2020, la température moyenne annuelle observée sur la station météorologique de Météo-France la plus proche, « Pegomas », sur la commune de Pégomas à 4 km à vol d'oiseau, est de 16,1 °C et le cumul annuel moyen de précipitations est de 983,2 mm. 
La température maximale relevée sur cette station est de 40,4 °C, atteinte le 19 juillet 2023 ; la température minimale est de −4,4 °C, atteinte le 17 janvier 2017,,.
| Mois                                  | jan.          | fév.          | mars        | avril         | mai           | juin          | jui.          | août          | sep.          | oct.          | nov.          | déc.          | année     |
| ------------------------------------- | ------------- | ------------- | ----------- | ------------- | ------------- | ------------- | ------------- | ------------- | ------------- | ------------- | ------------- | ------------- | --------- |
| Température minimale moyenne (°C)     | 4,4           | 4,2           | 6,4         | 9,3           | 12            | 16,2          | 18,8          | 18,8          | 15,8          | 12,4          | 8,5           | 5,4           | 11        |
| Température moyenne (°C)              | 9             | 9             | 11,5        | 14,3          | 17,2          | 21,6          | 24,5          | 24,7          | 21,5          | 17,3          | 12,9          | 10            | 16,1      |
| Température maximale moyenne (°C)     | 13,6          | 13,9          | 16,6        | 19,3          | 22,4          | 27            | 30,3          | 30,6          | 27,2          | 22,2          | 17,3          | 14,5          | 21,2      |
| Record de froid (°C) date du record   | −4,4 17.01.17 | −4,1 11.02.12 | −1 01.03.18 | 1,1 02.04.22  | 5,4 03.05.17  | 9,2 01.06.13  | 12,9 21.07.11 | 13,4 18.08.14 | 8,3 27.09.20  | 2,1 29.10.12  | −3 27.11.10   | −2 18.12.10   | −4,4 2017 |
| Record de chaleur (°C) date du record | 23 04.01.18   | 22,2 10.02.20 | 28 31.03.15 | 27,5 25.04.23 | 32,9 27.05.22 | 38,6 25.06.17 | 40,4 19.07.23 | 38,7 06.08.17 | 34,2 15.09.22 | 30,3 14.10.23 | 28,2 14.11.23 | 23,6 11.12.23 | 40,4 2023 |
| Précipitations (mm)                   | 76,2          | 83,1          | 96,7        | 77,4          | 59,5          | 52,4          | 25,3          | 20,6          | 51,4          | 147,3         | 190           | 103,3         | 983,2     |

| Diagramme climatique                                  |             |             |             |            |            |              |              |              |               |            |              |
| J                                                     | F           | M           | A           | M          | J          | J            | A            | S            | O             | N          | D            |
| 13,64,476,2                                           | 13,94,283,1 | 16,66,496,7 | 19,39,377,4 | 22,41259,5 | 2716,252,4 | 30,318,825,3 | 30,618,820,6 | 27,215,851,4 | 22,212,4147,3 | 17,38,5190 | 14,55,4103,3 |
| Moyennes : • Temp. maxi et mini °C • Précipitation mm |             |             |             |            |            |              |              |              |               |            |              |

Les paramètres climatiques de la commune ont été estimés pour le milieu du siècle (2041-2070) selon différents scénarios d'émission de gaz à effet de serre à partir des nouvelles projections climatiques de référence DRIAS-2020. Ils sont consultables sur un site dédié publié par Météo-France en novembre 2022.

### Voies de communications et transports

#### Voies routières
Commune desservie par la départementale D 4 depuis Grasse.

#### Transports en commun

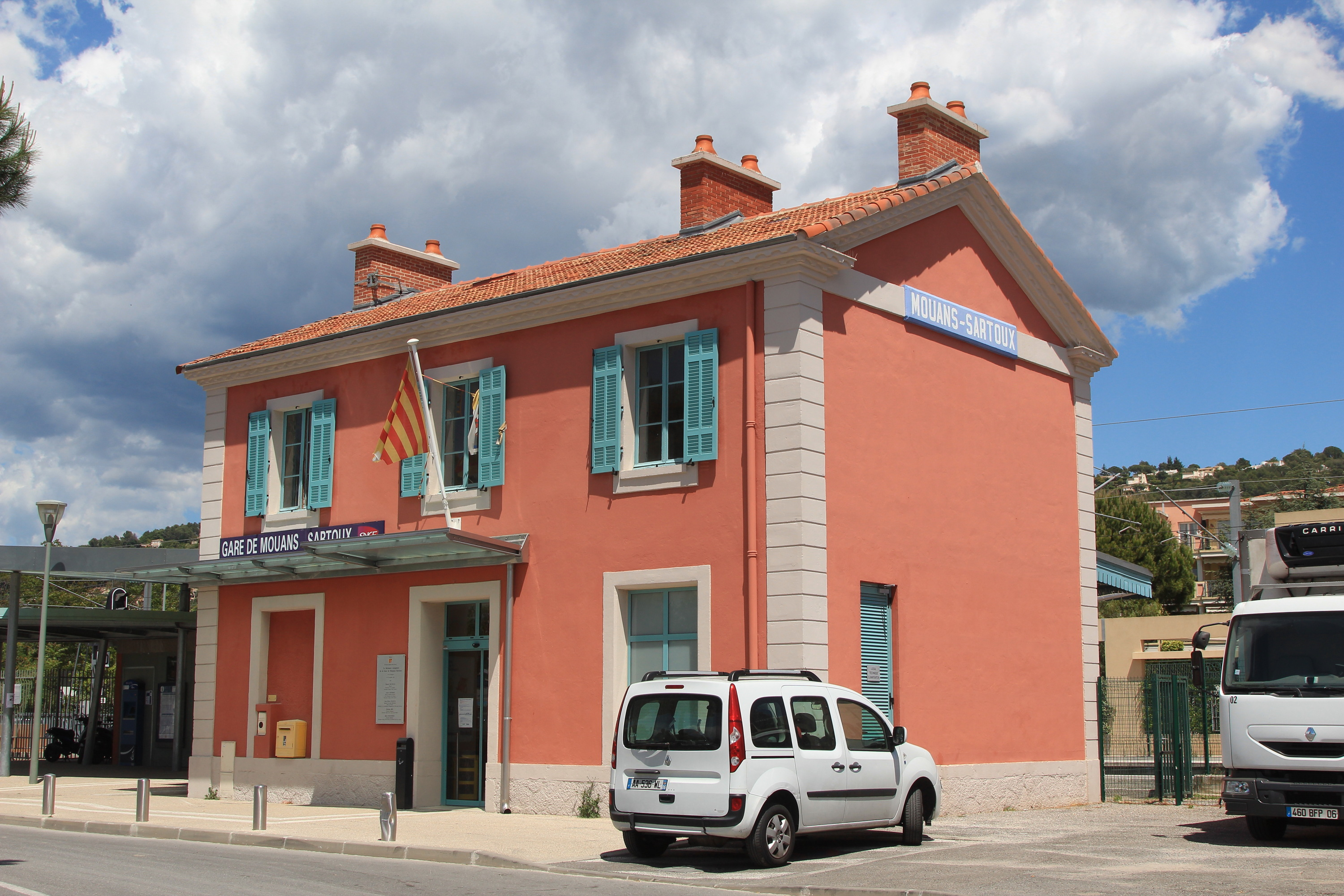
Le bâtiment voyageurs de la gare de Mouans-Sartroux.

- Transport en Provence-Alpes-Côte d'Azur
- par bus[14] :
  - Pays de Grasse,
  - Palm Bus Express B : Cannes - Mouans Sartoux,
  - Bus du Département des Alpes Maritimes.

##### SNCF
- Gare de Mouans-Sartoux : Ligne Grasse - Mouans-sartoux - Cannes - Nice - Vintimille.

### Communes limitrophes
| Grasse         | Grasse                         | Grasse Châteauneuf-Grasse Valbonne |
| Grasse Pégomas | Mouans-Sartoux                 | Valbonne                           |
| Pégomas        | Mougins La Roquette-sur-Siagne | Mougins                            |

## Toponymie
Le nom de la commune existe aussi dans la langue régionale locale : le provençal. Il existe sous deux grandes formes orthographiques : Mouans-Sartous en norme mistralienne et Moans-Sartós en norme classique.

## Histoire
Mouans et Sartoux étaient deux agglomérations séparées : Mouans dans la plaine, alors que Sartoux était installée sur la colline du Castellaras.
En 1199, l’abbaye cistercienne Notre-Dame-des-Prés s’établit à Sartoux.
Vers 1350, comme bon nombre de villages de la région, Mouans et Sartoux sont abandonnés (insécurité, peste).
Au XVe siècle, le notaire Étienne Jusbert devint coseigneur de Sartoux.
Christophe de Durand acquiert à la Famille de Grasse une part de la Seigneurie de Sartoux dont il fit hommage au Roy René comte de Provence en 1473.
C'est en 1496 que Pierre de Grasse, alors seigneur de Mouans, fait venir soixante familles de Figons de la région de Gênes afin de repeupler son territoire et passe avec eux un acte d'habitation. C'est à cette époque que se construit le village.
Au printemps de 1858, Mouans-Sartoux naissait officiellement. Napoléon III réunissait les deux communautés.
Dans le contexte de la fin de la guerre d'Algérie, un hameau de forestage a été construit en 1962 à l’écart de la ville, à destination de familles de harkis,. Ce hameau était parfois appelé « le camp de Timgad ». Il a été habité jusqu’au début des années 1980.

### Intercommunalité
Commune membre de la Communauté d'agglomération du Pays de Grasse.

## Urbanisme

### Typologie
Au 1er janvier 2024, Mouans-Sartoux est catégorisée centre urbain intermédiaire, selon la nouvelle grille communale de densité à 7 niveaux définie par l'Insee en 2022.
Elle appartient à l'unité urbaine de Nice, une agglomération intra-départementale dont elle est une commune de la banlieue,. Par ailleurs la commune fait partie de l'aire d'attraction de Cannes - Antibes, dont elle est une commune de la couronne,. Cette aire, qui regroupe 24 communes, est catégorisée dans les aires de 200 000 à moins de 700 000 habitants,.

### Occupation des sols
L'occupation des sols de la commune, telle qu'elle ressort de la base de données européenne d’occupation biophysique des sols Corine Land Cover (CLC), est marquée par l'importance des territoires artificialisés (58,1 % en 2018), en augmentation par rapport à 1990 (32,6 %). La répartition détaillée en 2018 est la suivante : 
zones urbanisées (50,7 %), forêts (34,3 %), zones agricoles hétérogènes (7,6 %), zones industrielles ou commerciales et réseaux de communication (6 %), espaces verts artificialisés, non agricoles (1,4 %).
L'évolution de l’occupation des sols de la commune et de ses infrastructures peut être observée sur les différentes représentations cartographiques du territoire : la carte de Cassini (XVIIIe siècle), la carte d'état-major (1820-1866) et les cartes ou photos aériennes de l'IGN pour la période actuelle (1950 à aujourd'hui).

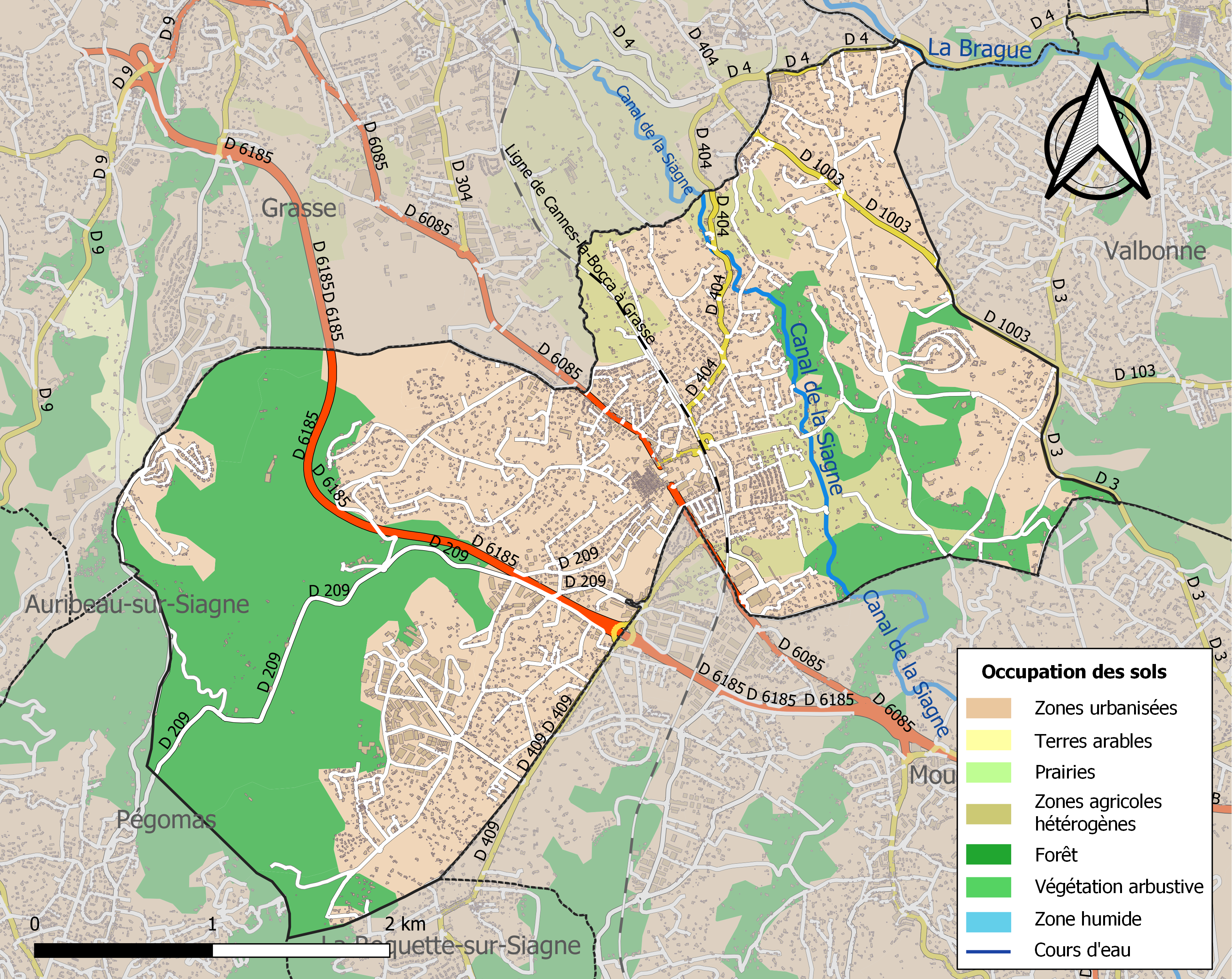
Carte de l'occupation des sols de la commune en 2018 (CLC).

## Politique et administration

### Liste des maires
| Période                                  | Période              | Identité                            | Étiquette | Qualité |
| ---------------------------------------- | -------------------- | ----------------------------------- | --------- | --- |
| Les données manquantes sont à compléter. |                      |                                     |           | |
| 1945                                     | 1947                 | Alexandre Caisson                   |           | Avocat au barreau de Nice |
| 1947                                     | 1949                 | Henri Arnal                         |           | |
| 1949                                     | 1958                 | Paul Bénard                         |           | |
| 1958                                     | 1959                 | Pierre Rozeron                      |           | |
| 1959                                     | 1962                 | Fernande Daver                      |           | |
| 1962                                     | 1965                 | Pierre Rozeron                      |           | |
| 1965                                     | 1971                 | Désiré Latour                       |           | |
| 1971                                     | 1974                 | Joseph Cauvin                       |           | |
| mars 1974                                | mai 2015 (démission) | André Aschieri                      | ECO       | Professeur de mathématiques Député des Alpes-Maritimes (9e circ.) (1997 → 2002) Conseiller régional (1992 → 1995 et 2004 → 2015) Vice-président du conseil régional (2004 → 2015) Vice-président de la CA Pôle Azur Provence (2001 → 2010) Vice-président de la CA du Pays de Grasse (2014 → 2015) |
| mai 2015                                 | En cours             | Pierre Aschieri (fils du précédent) | DVG       | Physicien, maître de conférences à l'Université de Nice Vice-président de la CA du Pays de Grasse (2015 → ) |

### Politique municipale
Tous les services publics sont gérés en régie municipale directe : services des eaux (système automatisé), service de l’assainissement, ramassage des ordures ménagères, cantines scolaires, transports scolaires et pompes funèbres (avec chambre funéraire et cérémonie des obsèques gratuite).
Depuis 1974 et le premier mandat d'André Aschieri, la mairie s'engage dans un combat écologiste et après la crise de la vache folle, elle vise à améliorer la qualité sanitaire des repas de la restauration collective. Malgré les prix élevés de l'immobilier local, 4 ha ont été achetés par la mairie qui les a préemptés afin de créer une régie agricole produisant des légumes bio pour la restauration collective de la commune. En 2016, les 3,5 emplois équivalent temps plein de la régie ont permis de produire 24 tonnes de légumes, soit 85 % des besoins de la commune. Cette transition s'est faite à coût constant grâce à une réduction du gaspillage de 147 à 30 g par repas de 450 g.

### Budget et fiscalité 2023
En 2023, le budget de la commune était constitué ainsi :
- total des produits de fonctionnement : 20 032 000 €, soit 1 927 € par habitant ;
- total des charges de fonctionnement : 18 776 000 €, soit 1 806 € par habitant ;
- total des ressources d'investissement : 5 889 000 €, soit 566 € par habitant ;
- total des emplois d'investissement : 5 069 000 €, soit 488 € par habitant ;
- endettement : 13 779 000 €, soit 1 325 € par habitant.

Avec les taux de fiscalité suivants :
- taxe d'habitation : 14,74 % ;
- taxe foncière sur les propriétés bâties : 28,31 % ;
- taxe foncière sur les propriétés non bâties : 60,08 % ;
- taxe additionnelle à la taxe foncière sur les propriétés non bâties : 0,00 % ;
- cotisation foncière des entreprises : 0,00 %.

Chiffres clés Revenus et pauvreté des ménages en 2021 : médiane en 2021 du revenu disponible, par unité de consommation : 27 840 €.

## Population et société

### Démographie

#### Évolution démographique
L'évolution du nombre d'habitants est connue à travers les recensements de la population effectués dans la commune depuis 1793. Pour les communes de plus de 10 000 habitants les recensements ont lieu chaque année à la suite d'une enquête par sondage auprès d'un échantillon d'adresses représentant 8 % de leurs logements, contrairement aux autres communes qui ont un recensement réel tous les cinq ans,.

En 2022, la commune comptait 10 847 habitants, en évolution de +12,19 % par rapport à 2016 (Alpes-Maritimes : +2,85 %, France hors Mayotte : +2,11 %).
| 1793 | 1800 | 1806 | 1821 | 1831 | 1836 | 1841 | 1846 | 1851 |
| ---- | ---- | ---- | ---- | ---- | ---- | ---- | ---- | ---- |
| 438  | 443  | 485  | 635  | 650  | 672  | 720  | 716  | 729  |

| 1856 | 1861 | 1866 | 1872 | 1876 | 1881  | 1886  | 1891  | 1896 |
| ---- | ---- | ---- | ---- | ---- | ----- | ----- | ----- | ---- |
| 715  | 930  | 966  | 986  | 894  | 1 005 | 1 018 | 1 028 | 984  |

| 1901 | 1906  | 1911  | 1921  | 1926  | 1931  | 1936  | 1946  | 1954  |
| ---- | ----- | ----- | ----- | ----- | ----- | ----- | ----- | ----- |
| 989  | 1 062 | 1 129 | 1 144 | 1 331 | 1 364 | 1 202 | 1 188 | 1 475 |

| 1962  | 1968  | 1975  | 1982  | 1990  | 1999  | 2006   | 2011   | 2016  |
| ----- | ----- | ----- | ----- | ----- | ----- | ------ | ------ | ----- |
| 2 047 | 2 873 | 3 599 | 5 119 | 7 989 | 8 889 | 10 203 | 10 274 | 9 668 |

| 2021   | 2022   | - | - | - | - | - | - | - |
| ------ | ------ | - | - | - | - | - | - | - |
| 10 531 | 10 847 | - | - | - | - | - | - | - |

#### Pyramide des âges
En 2021, le taux de personnes d'un âge inférieur à 30 ans s'élève à 29,4 %, soit en dessous de la moyenne départementale (31,0 %). À l'inverse, le taux de personnes d'âge supérieur à 60 ans est de 31,9 % la même année, alors qu'il est de 31,0 % au niveau départemental.
En 2021, la commune comptait 4 989 hommes pour 5 542 femmes, soit un taux de 52,63 % de femmes, légèrement inférieur au taux départemental (52,74 %).
Les pyramides des âges de la commune et du département s'établissent comme suit :
| Hommes | Classe d’âge | Femmes |
| ------ | ------------ | ------ |
| 1,1    | 90 ou +      | 4,0    |
| 9,2    | 75-89 ans    | 12,2   |
| 18,3   | 60-74 ans    | 18,7   |
| 21,6   | 45-59 ans    | 21,2   |
| 16,9   | 30-44 ans    | 17,6   |
| 13,6   | 15-29 ans    | 10,8   |
| 19,4   | 0-14 ans     | 15,5   |

| Hommes | Classe d’âge | Femmes |
| ------ | ------------ | ------ |
| 1,1    | 90 ou +      | 2,6    |
| 9,5    | 75-89 ans    | 12,2   |
| 17,6   | 60-74 ans    | 18,7   |
| 20,3   | 45-59 ans    | 19,9   |
| 18,1   | 30-44 ans    | 17,5   |
| 16,5   | 15-29 ans    | 14,6   |
| 16,8   | 0-14 ans     | 14,4   |

### Enseignement
Établissements d'enseignements :
- Écoles maternelles[37],
- Écoles primaires,
- Collèges,
- Lycées à Grasse.

### Cultes
- Culte catholique, Paroisse Notre-Dame des fleurs, Diocèse de Nice[38].
- Culte protestant, orthodoxe, musulman à Grasse[39].
- Salle de prière musulmane dans le centre-ville entre le village et la gare.

### Manifestations culturelles et festivités

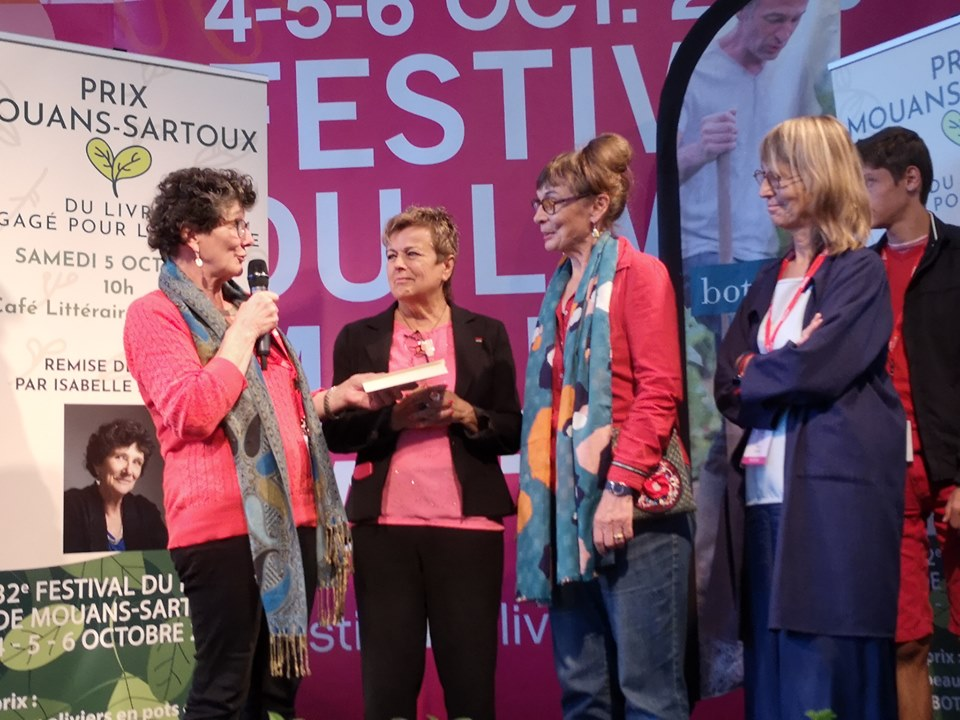
Prix du roman engagé pour la planète 2019.

- Concerts au château (APAC/chaque été).
- Au début d'octobre, chaque année, a lieu le Festival du Livre pendant un week-end. Plusieurs chapiteaux et espaces sont ainsi aménagés pour accueillir des centaines d'auteurs et éditeurs[40].
- En mai, le printemps musical a lieu. Organisé par l'OMAJ (Office Mouansois d'Action pour la Jeunesse), il reste sur le même format que la fête de la musique, c'est-à-dire en multi-scène accueillant dans la soirée 1 à 4 groupes[41].
- Le festival Levez de Rideau est un festival de Théâtre Amateur organisé par l'association « Les soi-disant ».
- Foire aux santons.

### Santé
Professionnels et établissements de santé :
- Médecins,
- Pharmacies,
- Hôpitaux et cliniques à Mougins, Pégomas.

### Sports
- Handball Mougins Mouans-Sartoux Mandelieu (encore appelé HB3M ) évolue en national 2.

## Économie

### Entreprises et commerces

#### Agriculture

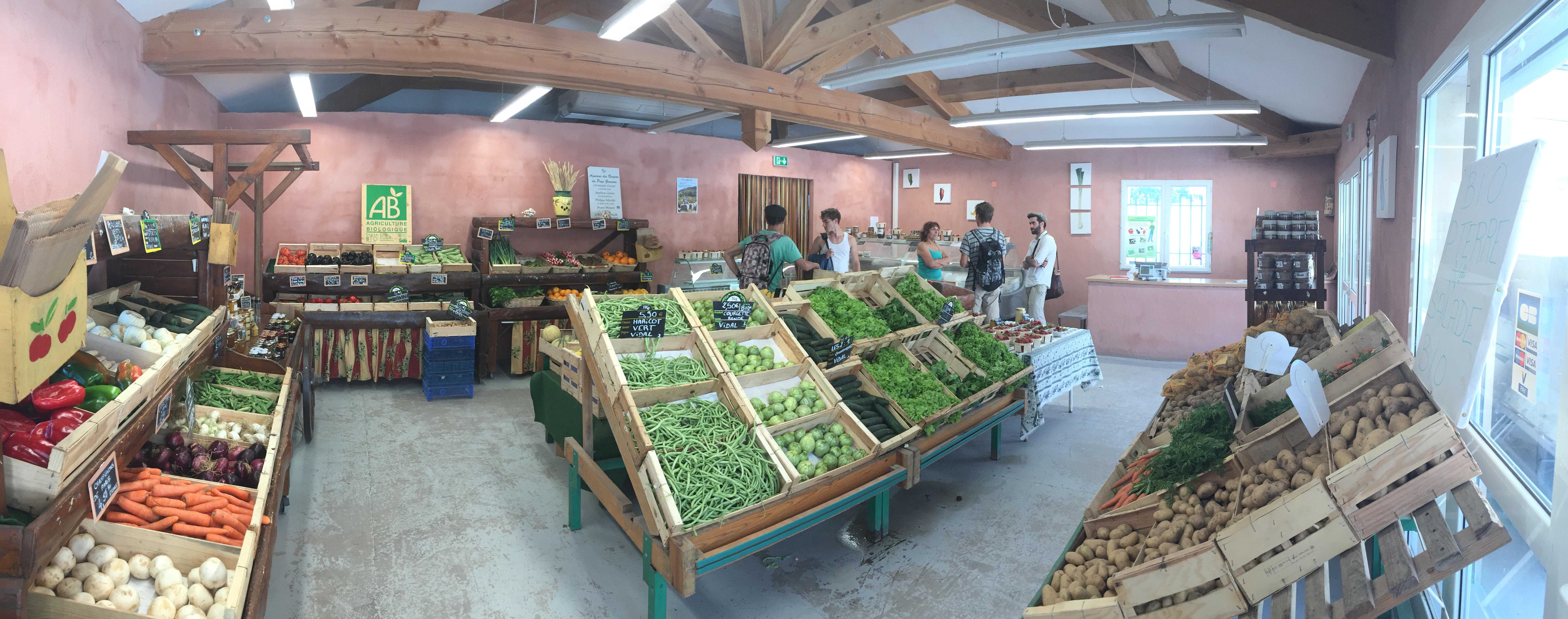
Producteur agricole bio.

Commune de tradition rurale, l'économie de Mouans-Sartoux a pendant très longtemps été tournée vers l'agriculture (vigne et oliviers). Au XVIIIe siècle, l'élevage des vers à soie était aussi une des activités économiques de Mouans. En effet, sur le cadastre de 1738, des mûriers sont mentionnés dans différents quartiers, et notamment dans le quartier de la Grand'Pièce, appartenant au seigneur de Mouans, un bâtiment, la magnanerie sert « à tirer la soie ». Elle a fonctionné jusque dans les années 1940.
La Ferme Des Canebiers.
Jardins familiaux des Canebiers.
Plus tard, on a exploité les plantes à parfum (jasmin, rose de mai). Il existe encore quelques champs de fleurs près de la Tour de Laure qui, elle, sert au dépistage des feux de forêt.

#### Tourisme
- Hôtels, chambres d'hôtes[46].
- Restaurants.

#### Commerces
- Commerces de proximité[47].

## Culture locale et patrimoine

### Lieux et monuments

#### Monument historique

Château de Mouans
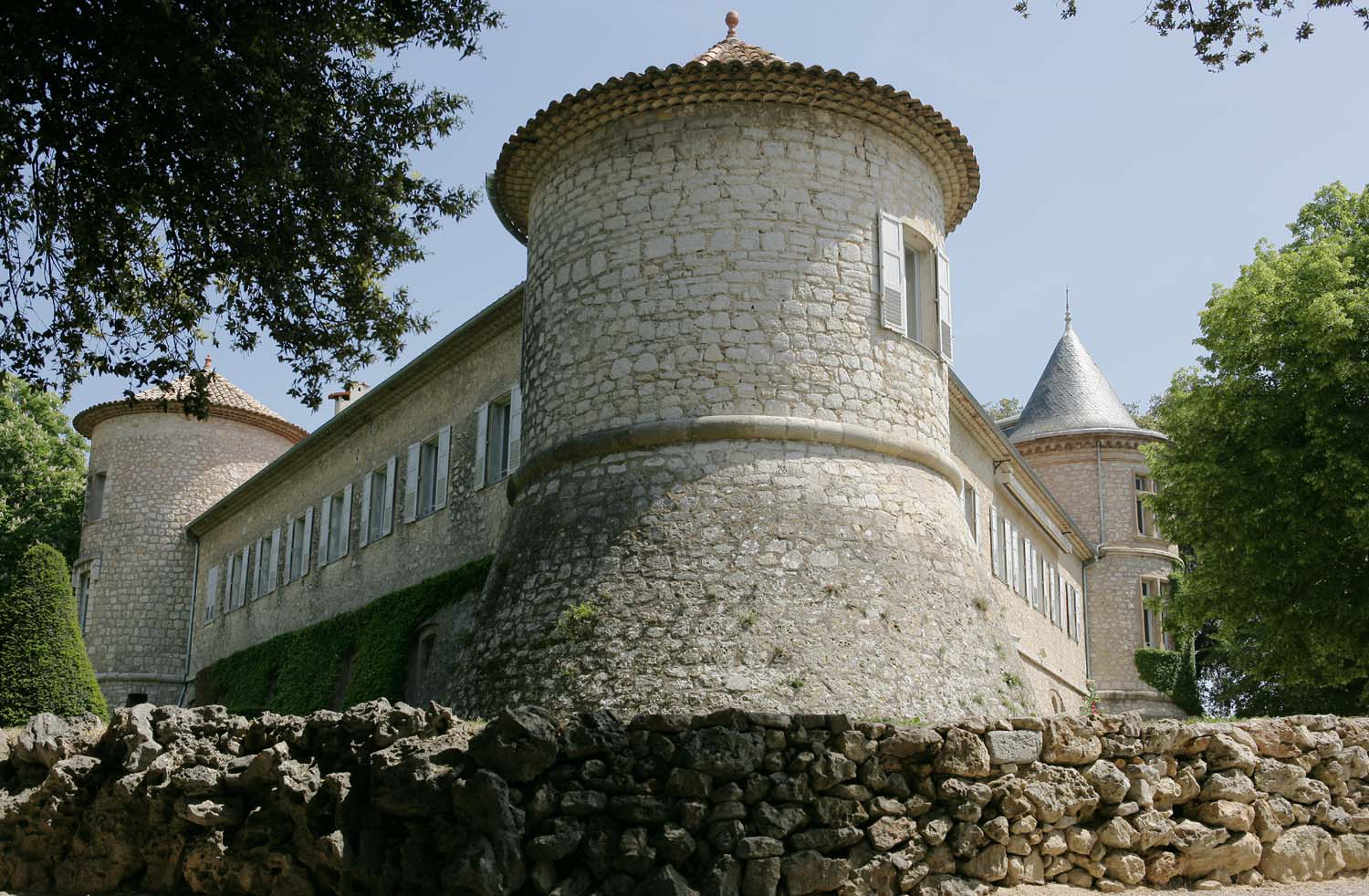
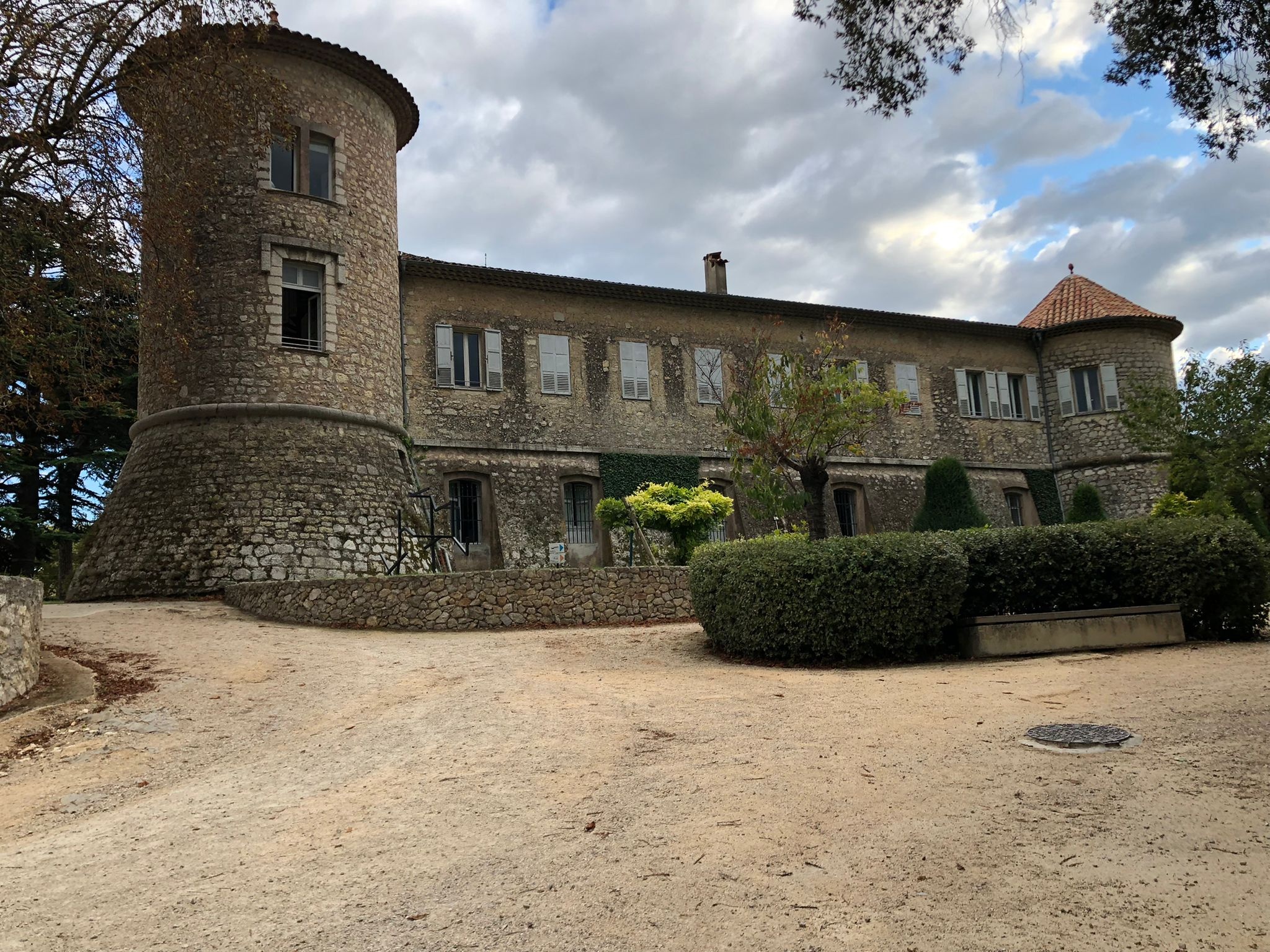
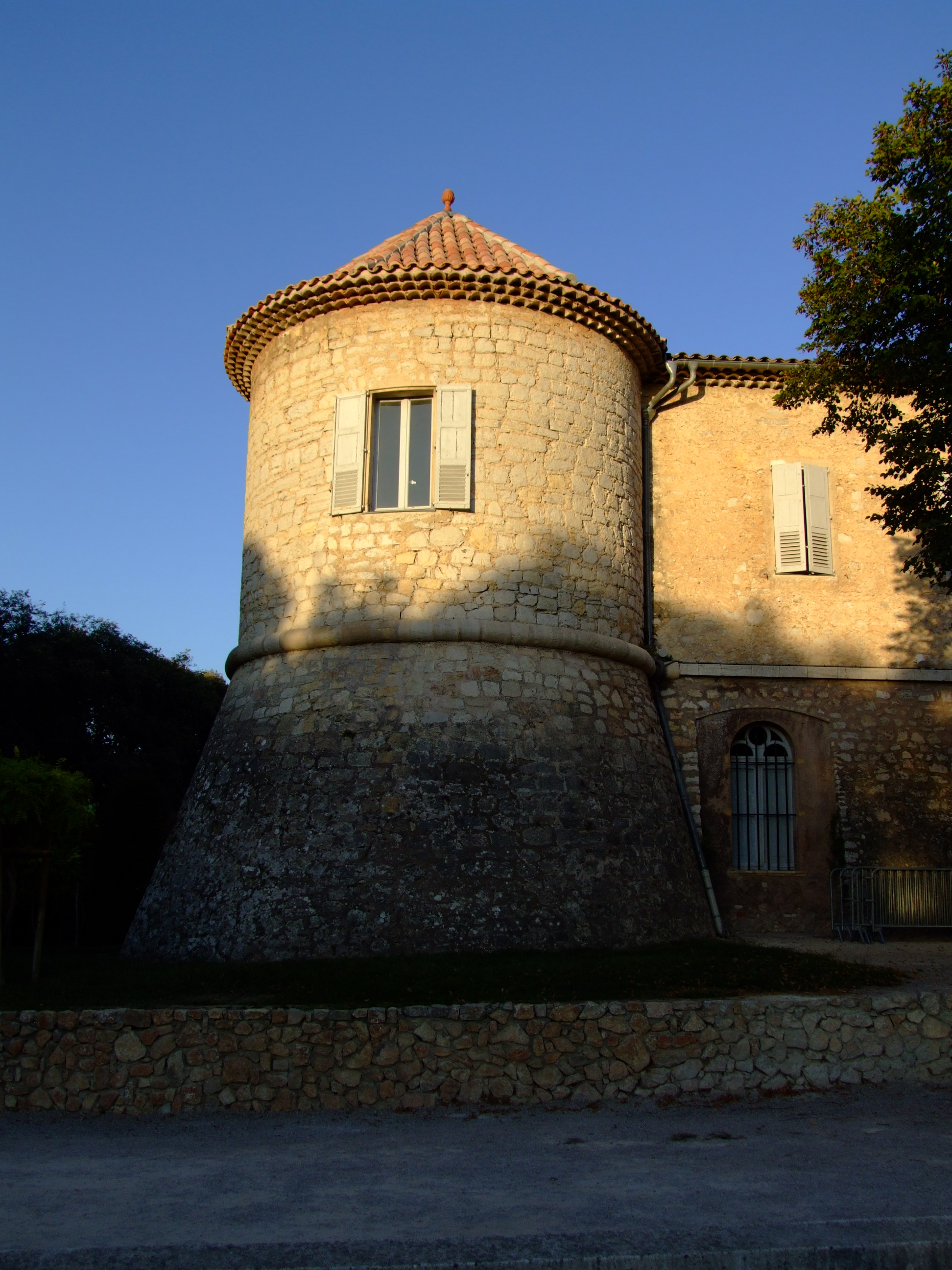

Le château de Mouans, construit de la fin du XVe siècle au tout début du XVIe siècle, est resté la propriété des Grasse jusqu'en 1750, puis il passa aux Villeneuve. Au cours de la Révolution, le château de Mouans subit le sort de bon nombre de demeures seigneuriales. Il passa aux Durand de Sartoux, puis au Peguilhan.
C'est « la bonne ville de Grasse », qui le détruira en grande partie. Il redevint la propriété de la famille Durand de Sartoux au début du XIXe siècle qui va le réhabiliter. Il sera reconstruit suivant les plans d'origine et conserva ainsi son architecture triangulaire, ses trois tours, sa cour intérieure.
Le château de Mouans-Sartoux est devenu grâce à « l'Espace de l'art concret », un centre d'art contemporain permanent et de réputation internationale. Dans les anciennes écuries du château, a été installé un musée rural sur la vie d'antan.

#### Édifices religieux
- Église paroissiale Saint-André, rue du Château XVIe siècle[48].
- Ancienne chapelle Saint-Bernardin des Pénitents blancs. Rue Frédéric Mistral XVIe et XVIe siècles, domaine privé. [49].
- Chapelle du château Castellaras, allée du Château[50],[51].

#### Autres lieux et monuments

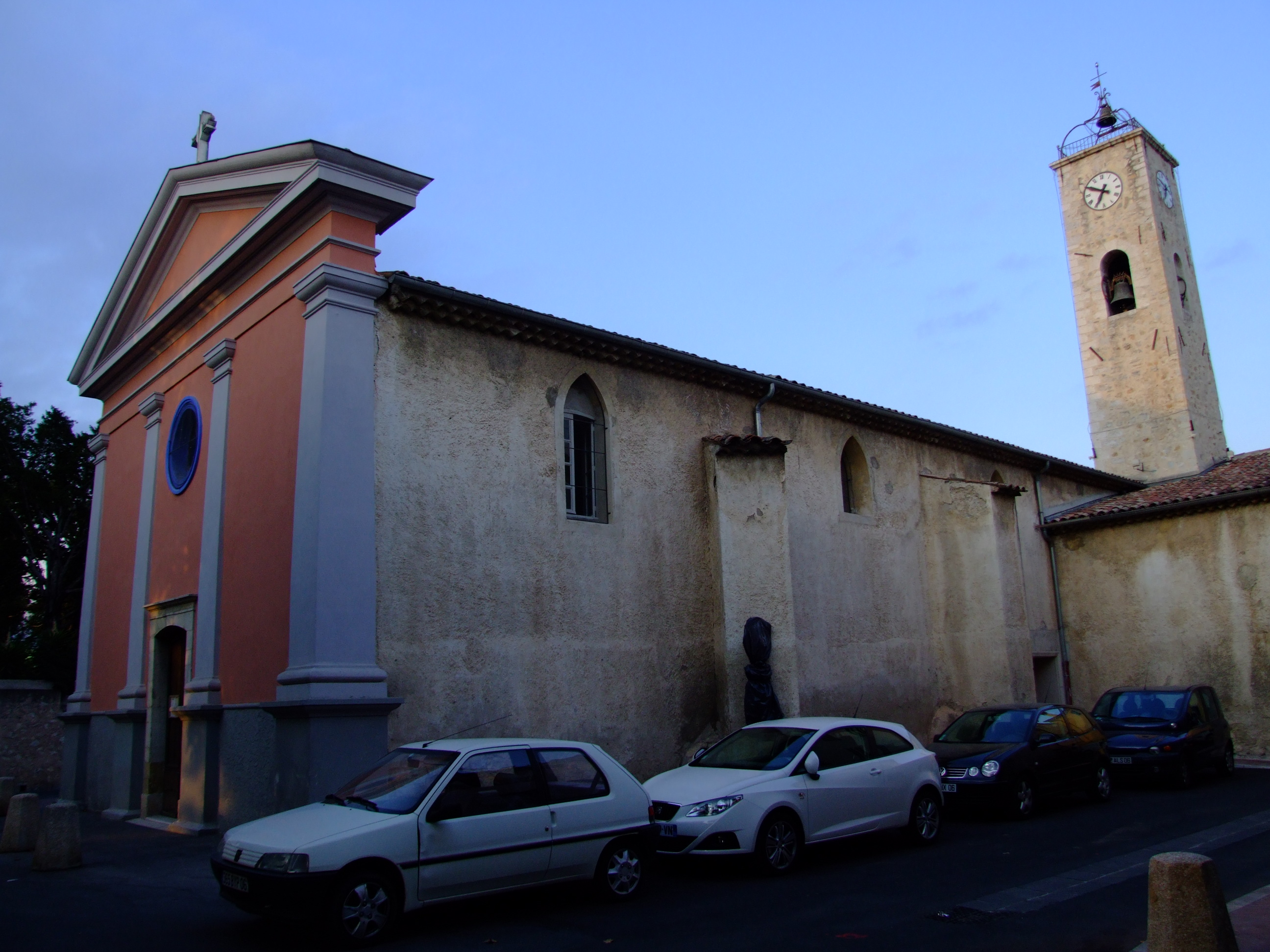
Église Saint-André.
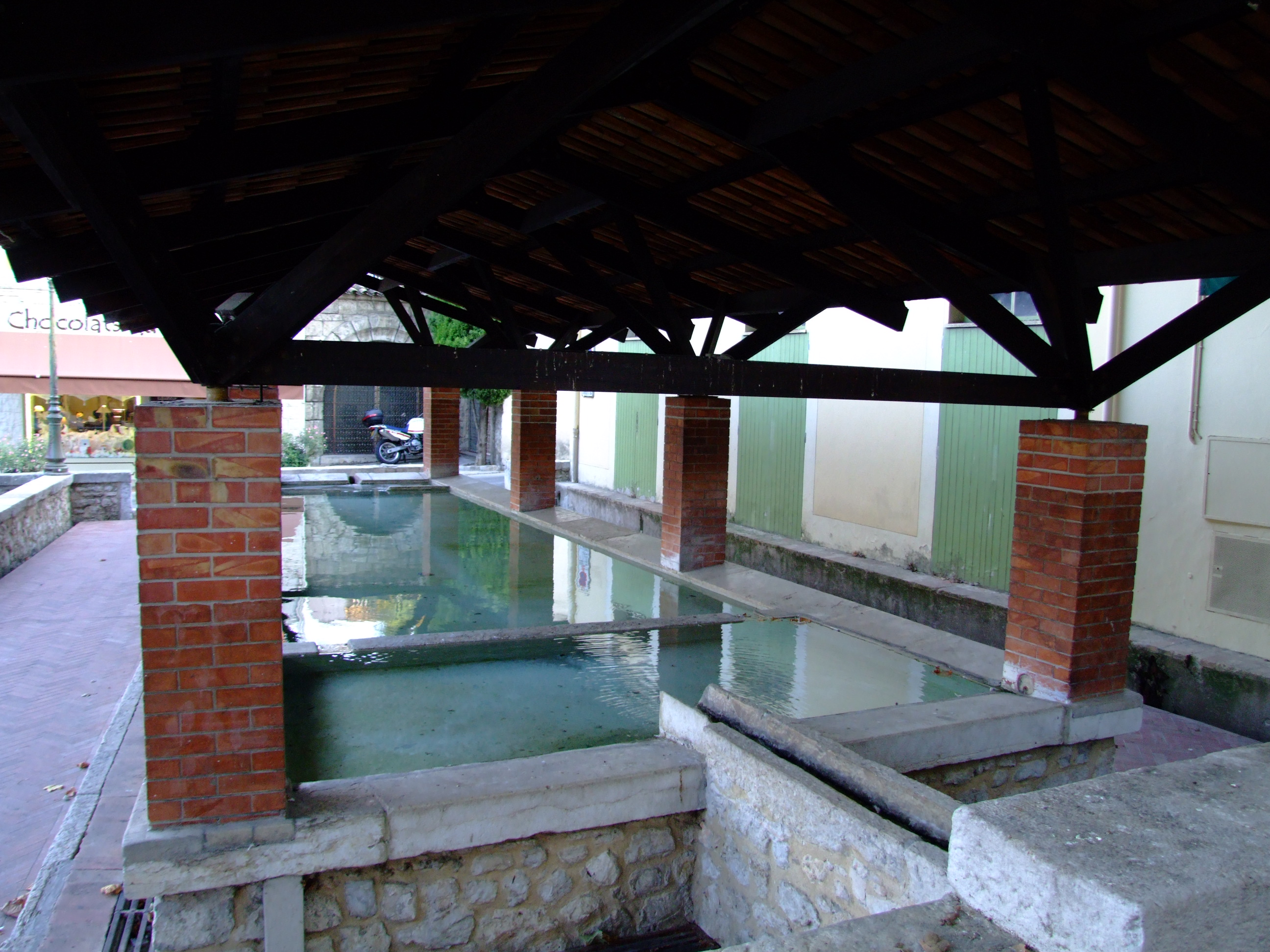
Lavoirs.
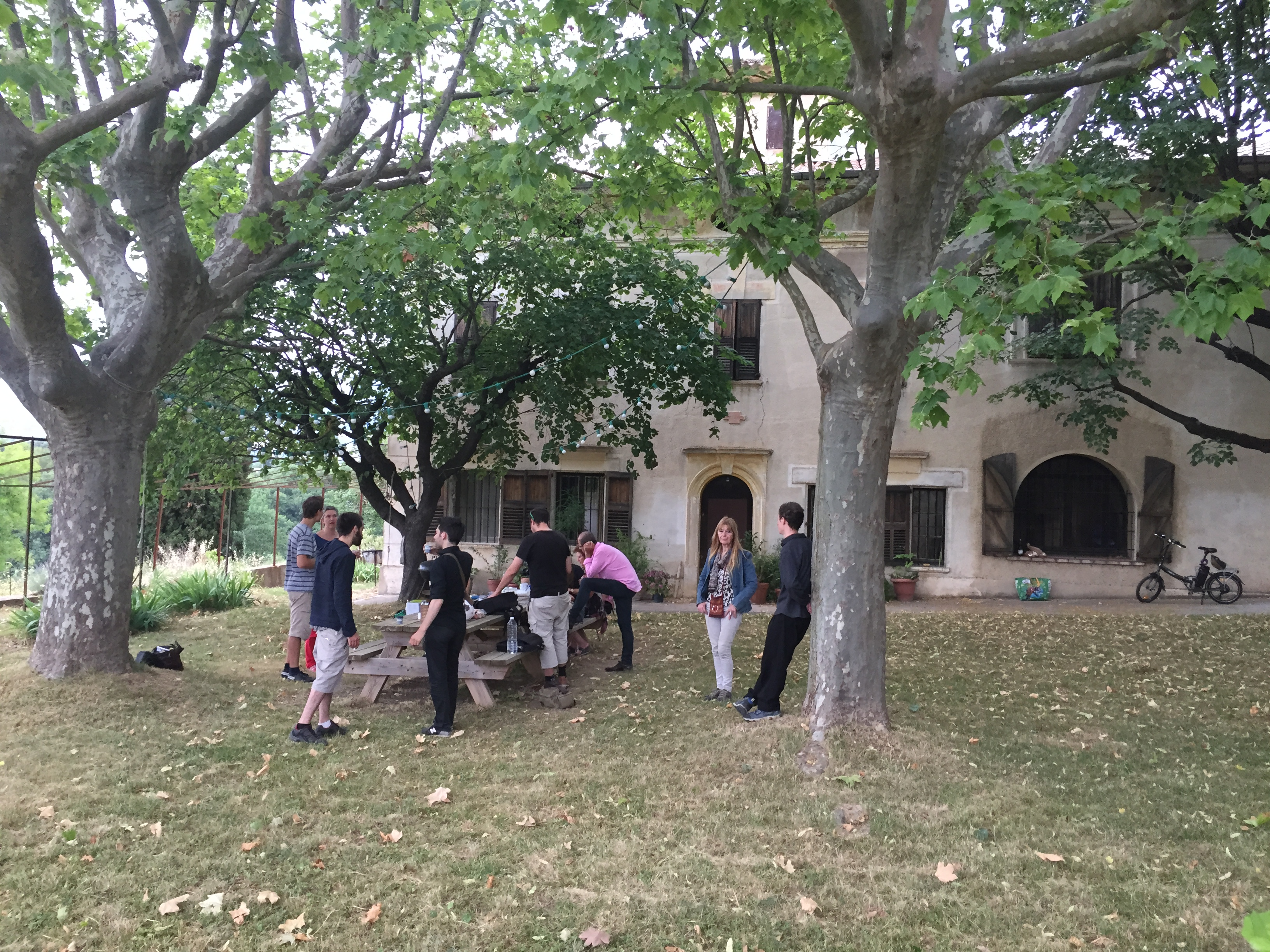
Site de la Régie Agricole.

- Site de la régie agricole.
- Fours à chaux : sur la place du Général-Leclerc se trouvaient de nombreux fours à chaux que la commune a décidé de boucher car les autorités administratives ne les trouvaient pas hygiéniques. En 1861, la surface a donc été transformée en place publique pour le séchage des grains. Cette place sera carrelée la même année.
- Place du Grand-Pré : située devant la mairie, cette place est une ancienne aire de battage et de séchage du blé. En 1850, la commune acquiert un nouveau terrain pour faire une aire de battage qui devient une place publique.
- Monuments commémoratifs[52] :

Monument aux morts,
Plaque dans l'église,
Plaques commémoratives du passage de Napoléon.
Tombe dite tombeau-colonne.
- Le moulin de la Mourachonne[57].
- Le musée reflets d'un monde rural[58].
- La tour de Laure[59].

### Distinctions de la ville
- Distinction « Maison de l’Architecte » en 1989 (gymnase municipal et le cimetière paysager).
- Trophée 1989 d’environnement décerné par le Conseil d'architecture, d'urbanisme et de l'environnement des Alpes-Maritimes[60] pour la politique de protection de la forêt.
- Trophée EDF[61] qualité ville 1990 – pour le bilan énergétique de l’école F. Jacob.
- Prix de l’académie nationale des arts dans la rue 1991 – pour la politique de restauration des façades du village et de l’établissement du plan de coloration.
- Écharpe bleue 1993 – prix national pour la qualité de l’eau.
- Prix Roger Masson 1994 – décerné pour la protection de la Forêt Méditerranéenne contre l’incendie sous l’égide de la Fondation de France
- 1er prix national des éco-maires en 2003 pour la politique environnementale globale.
- Prix spécial Conseil d'architecture, d'urbanisme et d'environnement (CAUE région PACA) pour le complexe médiathèque-cinéma
- Trophée des droits de l’enfant des Alpes-Maritimes remis par le Foyer de l’enfance du département.
- Concours régional des villes et villages fleuris 2024 – troisième fleur[62].
- Diplôme d’honneur de la Société pour la protection des paysages et de l'esthétique de la France 2003
- Plan éco-énergie 2003 – Mouans-Sartoux site pilote du programme régional de maîtrise.
- Label “Territoire durable, une COP d’avance”[63].
- Prix de l'Équerre d'argent 2004 – Nomination pour les architectes Gigon Guyer, concepteurs du bâtiment pour la donation Albers-Honegger.
- Trophée du vélo 2004 – mise en place des vélos bus qui permettent aux enfants de se rendre à l’école à vélo.
- Label « Ville amie des enfants » depuis 2004[64] – remis par l’Unicef.
- Ville anti-corrida et amie des animaux - la première de France, depuis le 10 décembre 2004[65].
- 2e prix du CAUE départemental pour la réalisation du Gymnase du collège en 2005.
- Écharpe d’or de la prévention routière 2006[66].

### Politique culturelle
- Acquisition du château de Mouans-Sartoux en 1989[67].
- Installation de l’Espace de l’Art concret en 1990[68]. Il obtient par  arrêté du ministre de la culture, du 27 janvier 2020, le label Centre d'art contemporain d'intérêt national[69].
- Construction de l’Espace Art Recherche Imagination en 1997.
- Création des colloques de l’association Art Sciences Pensée en 1991, rendez-vous annuel des artistes, scientifiques et philosophes.
- Le Préau, un musée pour l’art des enfants inauguré en 2003.
- Un musée pour la donation Albers-Honegger (plus de 500 œuvres d’ « Art concret » de 250 artistes) inauguré en juin 2004.
- Création du Festival du Livre en 1988, plus de 50 000 visiteurs en 2006, 300 auteurs.
- Cinéma médiathèque « la Strada » ; en 2006 : 6 800 abonnés à la médiathèque, 280 000 entrées au cinéma.
- Chaque mois de mai, entre 8 000 et 10 000 jeunes assistent au printemps musical.
- La bastide du parfumeur, Conservatoire des plantes à parfum du pays de Grasse, association loi de 1901, désormais appelée « Les jardins du musée international de la parfumerie »[70].

## Héraldique
| Blason de Mouans-Sartoux | Blason  | D'azur à la tour d'or.                           |
| Blason de Mouans-Sartoux | Détails | Le statut officiel du blason reste à déterminer. |

## Personnalités liées à la commune
- Andrée Karpelès (1885-1956), artiste-peintre, illustratrice, graveuse a vécu (1932 à 1945 environ) dans le mas Dalkôta, sur les hauteurs de Clavary[72]. Elle y installe, en 1933, les éditions Chitra qu'elle a fondées avec son époux, Carl Adalrik Högman[73].
- Charles Vanel (1892-1989), acteur et réalisateur français dont le centre culturel  de la commune porte son nom.
- David Douglas Duncan (1916-2018), photojournaliste américain prit sa retraite au domaine de Castellaras sur la commune[74].
- Gottfried Honegger (1917-2016), artiste et collectionneur suisse. En 1990, il crée l'Espace de l'Art concret au château de Mouans-Sartoux.
- Jacques Marin (1919-2001), acteur français qui y a vécu à la fin de sa vie.
- Gin Coste-Crasnier (1928-), artiste peintre réside à Mouans-Sartoux.
- Richard Galliano (1950-), accordéoniste, bandonéoniste et compositeur français est parrain de l'espace audio de la médiathèque depuis le 19 janvier 2008.
- Hamad ben Khalifa Al Thani (1952-), ancien émir, et la famille princière du Qatar y possède un grand domaine de 30 ha sur les collines de Castellaras.
- Fatima Besnaci-Lancou (1954-), essayiste et historienne française d'origine algérienne a vécu dans le hameau de forestage de Mouans-Sartoux.